# 垂水雄二
垂水 雄二（たるみ ゆうじ、1942年(昭和17年) -　）は、日本の翻訳家、科学ジャーナリスト（サイエンスライター）。

## 略歴
大阪府大阪市生まれ。1965年京都大学理学部生物学科卒、同大学院理学研究科博士課程単位取得後退学。思索社、平凡社勤務。1998年平凡社を退社。1999年よりフリージャーナリスト。

## 著書
- 『本当の「私」を、生き物たちは知っている!? 心がちょっとつまずいたときに読む「動物の行動学」』ウィザードプレス、1999
- 『悩ましい翻訳語 科学用語の由来と誤訳』八坂書房、2009
- 『生命倫理と環境倫理 生物学からのアプローチ』八坂書房、2010
- 『厄介な翻訳語 科学用語の迷宮をさまよう』八坂書房、2010
- 『進化論の何が問題か ドーキンスとグールドの論争』八坂書房、2012
- 『進化論物語:「進化」をめぐる六人の学者の功罪とその生涯』バジリコ株式会社、2018

### 翻訳
- スティーブン・ドルトン編著『瞬間をとらえる 生物のハイスピード写真集』藤本時男共訳 小学館、1983
- モーリス・バートン『動物に愛はあるか おもいやりの行動学』早川書房、1984 のち文庫
- C.M.スキナー『花の神話と伝説』福屋正修共訳 八坂書房、1985
- ゲオルク・ブロイアー『社会生物学論争 生物学は人間をどこまで説明できるか』どうぶつ社 自然誌選書、1988
- ローレン・アイズリー著 ケネス・ホイアー編『ダーウィンと謎のX氏 第三の博物学者の消息』工作舎、1990
- ダニエル・P.トーデス『ロシアの博物学者たち ダーウィン進化論と相互扶助論』工作舎、1992
- リチャード・ドーキンス『利己的な遺伝子』日高敏隆、岸由二、羽田節子共訳 紀伊國屋書店、1992
- ニコラス・ハンフリー『内なる目 意識の進化論』紀伊國屋書店 科学選書、1993
- リチャード・ドーキンス『遺伝子の川』草思社 サイエンス・マスターズ、1995
- スーザン・ブラックモア『ミーム・マシーンとしての私』草思社、2000
- ジョナサン・ワイナー『時間・愛・記憶の遺伝子を求めて 生物学者シーモア・ベンザーの軌跡』早川書房、2001
- リチャード・フォーティ『三葉虫の謎 「進化の目撃者」の驚くべき生態』早川書房、2002
- マディソン・リー・ゴフ『死体につく虫が犯人を告げる』草思社、2002
- グレゴリー・ストック『それでもヒトは人体を改変する 遺伝子工学の最前線から』早川書房、2003
- リチャード・ドーキンス『悪魔に仕える牧師 なぜ科学は「神」を必要としないのか』早川書房、2004
- ニコラス・ハンフリー『喪失と獲得 進化心理学から見た心と体』紀伊國屋書店、2004
- ロバート・アーリック『トンデモ科学の見破りかた もしかしたら本当かもしれない9つの奇説』阪本芳久共訳 草思社、2004
- ウリカ・セーゲルストローレ『社会生物学論争史 誰もが真理を擁護していた』みすず書房、2005
- ジョナサン・ワイナー『命の番人 難病の弟を救うため最先端医療に挑んだ男』早川書房、2006
- リチャード・ドーキンス『祖先の物語 ドーキンスの生命史』小学館、2006
- ハンス・クルーク『ハンター&ハンティッド 人はなぜ肉食獣を恐れ、また愛するのか』どうぶつ社、2006
- ロバート・アーリック『怪しい科学の見抜きかた 嘘か本当か気になって仕方ない8つの仮説』阪本芳久共訳 草思社、2007
- リチャード・ドーキンス『神は妄想である 宗教との決別』早川書房、2007
- リチャード・サウスウッド『生命進化の物語』八坂書房、2007
- ピーター・D.ウォード『恐竜はなぜ鳥に進化したのか 絶滅も進化も酸素濃度が決めた』文藝春秋、2008 のち文庫
- リチャード・ドーキンス『進化の存在証明』早川書房、2009
- オレン・ハーマン『親切な進化生物学者 ジョージ・プライスと利他行動の対価』みすず書房、2011
- ニール・シュービン『ヒトのなかの魚、魚のなかのヒト 最新科学が明らかにする人体進化35億年の旅』ハヤカワ文庫、2013

## 註
1. ↑  日外アソシエーツ現代人物情報
2. ↑  『進化論物語』(バジリコ株式会社、2018年)の著者紹介による。
3. ↑  日外アソシエーツ現代人物情報
4. ↑  日外アソシエーツ現代人物情報

## 参考
- [ISBN　978-4-89694-962-9]
- 『現代日本人名録』2002年